# Iridana nigeriana
Iridana nigeriana är en fjärilsart som beskrevs av Henry Stempffer 1964. Iridana nigeriana ingår i släktet Iridana och familjen juvelvingar. Inga underarter finns listade i Catalogue of Life.
Denna fjäril är känd från Elfenbenskusten, Ghana, Nigeria och Kamerun. Kanske når den andra länder i Västafrika. Exemplaren vistas i skogar. De vilar ofta i övergivna bon av myror från släktet Crematogaster eller i håligheter i stora träd.
Populationens storlek är okänd. Däremot är Iridana nigeriana inte lika sällsynt som andra fjärilar av samma släkte. IUCN kategoriserar arten globalt som livskraftig.